# Іслам і мормонізм
Іслам і Мормонізм порівнювали один з одним з самого раннього походження останнього в дев’ятнадцятому столітті, часто недоброзичливці тієї чи іншої релігії — або обох. Наприклад, Джозеф Сміт, засновник руху Святих останніх днів, був названий «сучасним Мухаммедом» у New York Herald незабаром після його вбивства в червні 1844 року. Цей епітет повторював порівняння, яке було зроблено з ранньої кар’єри Сміта, яке на той час не було додатковим. Порівняння мормонських і мусульманських пророків відбувається і сьогодні, іноді з принизливих або полемічних причин, але також з більш науковими та нейтральними цілями. Хоча мормонізм та іслам, безсумнівно, мають багато подібностей, між цими двома релігіями є також суттєві, фундаментальні відмінності. Відносини мормонів і мусульман історично були дружніми; Останніми роками спостерігається посилення діалогу між прихильниками двох конфесій та співпраці в благодійних справах. З точки зору загальної ісламської та християнської точки зору, мормонів іноді порівнюють з Ахмадією, оскільки іноді їх не визнають належними до основного християнства та ісламу відповідно.
У цій статті порівнюється вчення ісламу з вченням Церкви Ісуса Христа Святих Останніх Днів (Церква СОД), яка сьогодні є найбільшою церквою Святих Останніх Днів. Інші, менші конфесії руху Святих Останніх Днів, такі як Спільнота Христа, Церква Христа (Храмовий Лот) і Фундаменталістська Церква Ісуса Христа Святих Останніх Днів, дотримуються доктрин, які значно відрізняються від тих, яких навчає Церква СПД. Однак між ісламським вченням і доктринами цих інших церков залишаються важливі відмінності, навіть якщо вони відрізняються від доктрин Церкви СПД. 

## Огляд

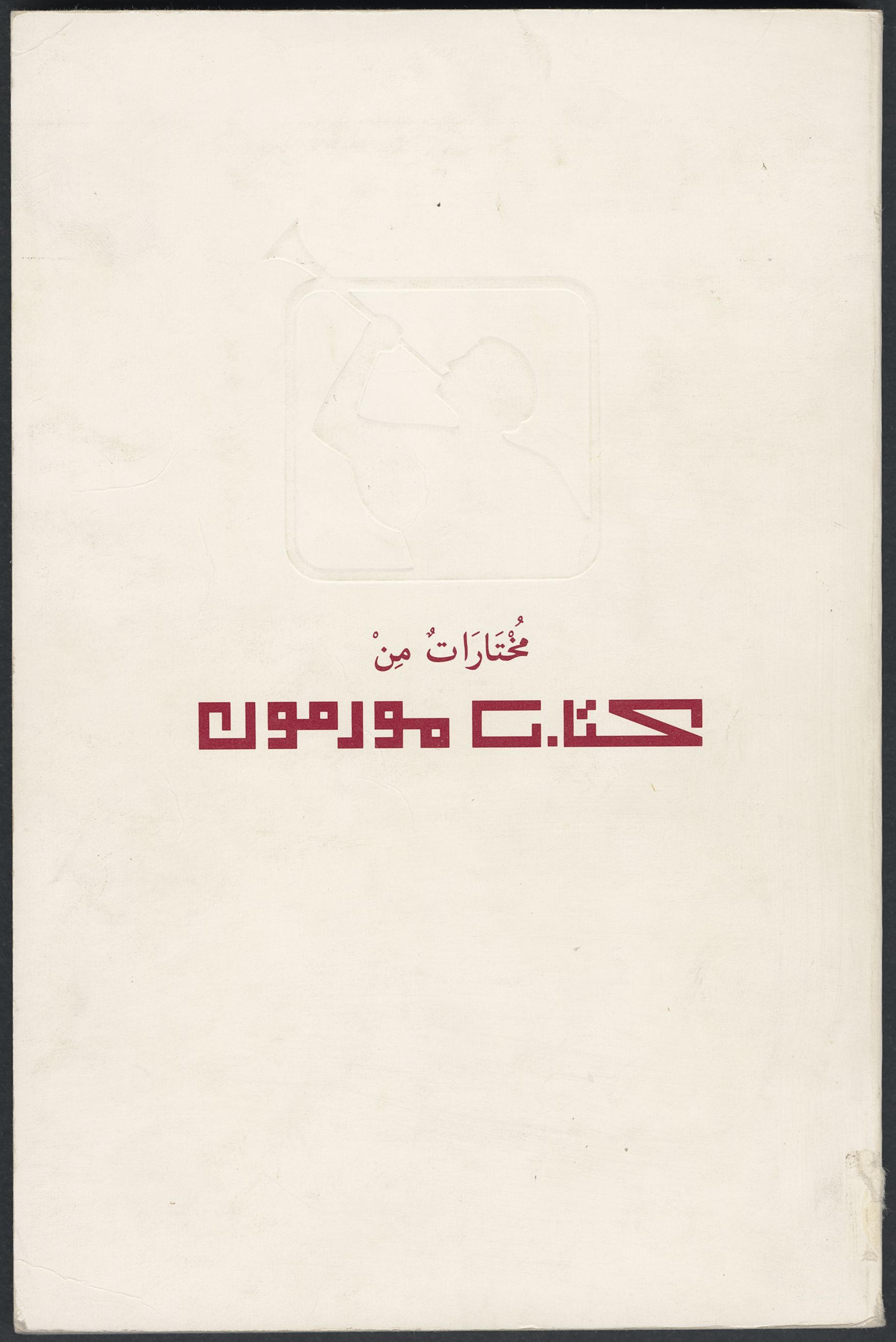
Книга Мормона арабською мовою.

Іслам і теологія святих останніх днів походять із авраамічної традиції; Теологія СОД відрізняється від основного християнства тим, що вона антитринітарна. Однак, в той час як іслам наполягає на вічності, повній єдності та унікальності Бога (Аллаха), християнство СОД стверджує, що Божество складається з трьох різних «істот», Небесного Батька, Ісуса Христа і Святого Духа, об’єднаних однією метою, щоб бути нерозрізненим. Крім того, його вчення про Вічний Прогрес стверджує, що Бог колись був людиною і що люди самі можуть стати богами. Усе це рішуче відкидається ісламом, який розглядає ці доктрини як політеїстичні, гріховні та ідолопоклонницькі, повну протилежність одкровенню Корану та вченню Мухаммеда, останнього пророка ісламу .
І іслам, і святі останніх днів вірять, що християнська релігія, яку спочатку встановив Ісус, була справжньою релігією, але згодом християнство деформувалося до такої міри, що воно виходило за межі простої реформації. Отже, кожна релігія бачить свого засновника (Мухаммеда для ісламу та Джозефа Сміта для Церкви СПД) як істинного пророка Бога, покликаного відновити істинну віру. Однак кожна релігія по-різному сприймає Ісуса: святі останніх днів бачать у ньому обіцяного Месію і Сина Божого (як у випадку з основним християнством). Іслам погоджується, що Ісус (кого Коран називає «Іса») сам по собі був Месією, але наполягає, що він був лише смертною людиною (важливий пророк), але не божественною істотою, і не Сином Божим і що архангел Гавриїл — це Святий Дух (الروح القدس) . Незважаючи на великий спротив з боку багатьох інших християнських гілок, святі останніх днів вважають себе християнською релігією, «відновленням» первісного християнства. Іслам не називає себе «християнином»; він стверджує, що Ісус і всі справжні послідовники вчення Христа були (і є) насправді мусульманами – термін, який означає «покоряються Богу» – за їхньою вірою, а не християнами, як цей термін використовується сьогодні.